# Paradossenus venezuelanus
Paradossenus venezuelanus är en spindelart som först beskrevs av Simon 1898.  Paradossenus venezuelanus ingår i släktet Paradossenus och familjen Trechaleidae.
Artens utbredningsområde är Venezuela. Inga underarter finns listade i Catalogue of Life.